# 1141 Бомія
1141 Бомія (1141 Bohmia) — астероїд головного поясу, відкритий 4 січня 1930 року.
Тіссеранів параметр щодо Юпітера — 3,591.